# Bergische Kräher
Bergischer Kräher er en oldgammel hønserace, der stammer fra det forhenværende tyske Hertugdømmet Berg (i dag: "Bergisches Land").

## Egenskaber
Hanen vejer 3,0-3,5 kg og hønen vejer 2,0-2,5 kg. De lægger årligt 150 hvide æg à 50 gram. Racen findes også i dværgform. Typisk for racen er det melodiske og lange hanegal, der kan vare op til 10-15 sekunder.

## Farvevariationer
- Guld
- Sølv (ikke officielt anerkendt)